# Laindon
Laindon è un paese della contea dell'Essex, in Inghilterra.